# Brachychira exusta
Brachychira exusta är en fjärilsart som beskrevs av Sergius G. Kiriakoff 1966. Brachychira exusta ingår i släktet Brachychira och familjen tandspinnare. Inga underarter finns listade i Catalogue of Life.